# Вудмер (Луїзіана)
Вудмер (англ. Woodmere) — переписна місцевість (CDP) в США, в окрузі Джефферсон штату Луїзіана. Населення — 11 238 осіб (2020).

## Географія
Вудмер розташований за координатами 29°50′19″ пн. ш. 90°4′39″ зх. д. / 29.83861° пн. ш. 90.07750° зх. д. (29.838720, -90.077458).  За даними Бюро перепису населення США в 2010 році переписна місцевість мала площу 9,96 км², з яких 9,46 км² — суходіл та 0,50 км² — водойми.

## Демографія
Згідно з переписом 2010 року, у переписній місцевості мешкало 12 080 осіб у 3628 домогосподарствах у складі 3067 родин. Густота населення становила 1213 осіб/км².  Було 3932 помешкання (395/км²).
Расовий склад населення:
| - 80,4 % — чорних або афроамериканців - 11,4 % — білих - 4,2 % — азіатів - 0,3 % — корінних американців - 0,1 % — вихідців з тихоокеанських островів - 1,8 % — осіб інших рас |

До двох чи більше рас належало 1,9 %. Частка іспаномовних становила 5,8 % від усіх жителів.
За віковим діапазоном населення розподілялося таким чином: 30,0 % — особи молодші 18 років, 64,6 % — особи у віці 18—64 років, 5,4 % — особи у віці 65 років та старші. Медіана віку мешканця становила 32,4 року. На 100 осіб жіночої статі у переписній місцевості припадало 90,1 чоловіків;  на 100 жінок у віці від 18 років та старших — 85,6 чоловіків також старших 18 років.
Середній дохід на одне домашнє господарство  становив 60 818 доларів США (медіана — 50 836), а середній дохід на одну сім'ю — 65 916 доларів (медіана — 56 214). Медіана доходів становила 34 072 долари для чоловіків та 32 002 долари для жінок. За межею бідності перебувало 22,8 % осіб, у тому числі 42,1 % дітей у віці до 18 років та 2,8 % осіб у віці 65 років та старших.
Цивільне працевлаштоване населення становило 5679 осіб. Основні галузі зайнятості: освіта, охорона здоров'я та соціальна допомога — 25,0 %, роздрібна торгівля — 13,8 %, мистецтво, розваги та відпочинок — 10,9 %, виробництво — 9,2 %.